# Građansko-liberalni savez
Građansko-liberalni savez (GLAS) hrvatska je socijalno-liberalna politička stranka. Stranku je osnovalo četvero bivših članova Hrvatske narodne stranke, uz vodstvo Anke Mrak Taritaš, zbog nezadovoljstva HNS-ovim ulaskom u koaliciju s Hrvatskom demokratskom zajednicom. Stranka je članica Saveza liberala i demokrata za Europu.

## Povijest
Osnivačka konvencija održana je 9. srpnja 2017. godine u dvorani "WOW" u Novoj Vesi. Službeno je registrirana u Ministarstvu uprave 26. srpnja 2017. godine.
Glas je automatski postao parlamentarna stranka s četiri saborska zastupnika, čime je postao i peta najveća stranka u Saboru prema broju zastupnika. Nakon što je Jozo Radoš napustio HNS, pridružio se Glasu čime su dobili i zastupnika u Europskom parlamentu. Radoš je član europske parlamentarne skupine Saveza liberala i demokrata za Europu.
Članica Građansko-liberalnog saveza je i Vesna Pusić, bivša ministrica vanjskih i europskih poslova i prva potpredsjednica Vlade.
Dana 1. prosinca 2017. godine, stranka je primljena u europsku političku stranku Savez liberala i demokrata za Europu.

## Predsjednici stranke
1. Anka Mrak Taritaš (2017. – 2024.)
2. Stanko Borić (2024. – danas)

## Politička stajališta
Mrak-Taritaš opisala je stranku kao "modernu, progresivnu, trans-ideološku stranku lijevog centra, prihvatljivu liberalnim, socijalno-liberalnim i socijaldemokratskim osobama." Stranka će stavljati naglasak na individualna prava i slobode, stabilne institucije i raznolikost kao prednosti.
Prema navodima njenih članova, stranka podržava:
- pravo žena na pobačaj,
- prava LGBT osoba i zaštitu građanskih prava,
- pravo glasanja na lokalnim izborima sa 16 godina,
- antifašizam kao temelj moderne Hrvatske,
- odvajanje crkve i države, jačanje sekularizacije i reviziju četiri konkordata (poznatih i kao "Vatikanski ugovori"),
- kurikularnu reformu,
- decentralizaciju,
- reformu javne uprave,
- stabilno sudstvo i
- uklanjanje parafiskalnih poreza.

## Vanjske poveznice
- Službena stranica